# دنیل میز
دنیل میز (انگلیسی: Daniel Mays؛ زادهٔ ۳۱ مارس ۱۹۷۸) هنرپیشه اهل کشور بریتانیا است. وی از سال ۱۹۹۵ میلادی تاکنون مشغول فعالیت بوده‌است.

## زندگی‌نامه
فرزند سوم از بین چهار برادر خود می‌باشد. وی در باکهورست هیل دراستان اسیکس انگلستان رشد و نمو نمود. پدرش برق‌کار و مادرش تحویلدار بانک بودند. او ابتدا وارد آکادمی هنرهای نمایشی ایتالیا کونتی شد و سپس موفق به ورود به آکادمی سلطنتی هنرهای نمایشی گردید.

## گزیدهٔ نقش‌آفرینی‌ها
- به پانچ خوش آمدید (۲۰۱۳)
- بیزانتیوم (۲۰۱۲)
- ماجراهای تن‌تن (۲۰۱۱)
- دارودسته (۲۰۰۹)
- آقای نوبادی (۲۰۰۹)
- دزدی بانک (۲۰۰۸)
- تاوان (۲۰۰۷)
- فانلند (۲۰۰۵)
- زندگی پنهان کلمات (۲۰۰۵)
- ورا دریک (۲۰۰۴)
- همه یا هیچ (۲۰۰۲)
- ان‌سی‌اس: تعقیب (۲۰۰۲-۲۰۰۱)